# Alfred Fitch
Alfred Fitch, född 1 december 1912 i New York, död 17 februari 1981 i Orange i Kalifornien, var en amerikansk  friidrottare.
Fitch blev olympisk silvermedaljör på 4 x 400 meter vid sommarspelen 1936 i Berlin.